# 하지현
하지현(河智賢, 1967 ~ )은 대한민국의 정신건강의학과 전문의이다.
영화감독 故 하길종(부친) 선생의 아들이자 영화배우 하명중(막내 삼촌) 선생의 조카인 그는 정신 의학에 관련된 여러 가지 교양 서적을 쓴 것으로 유명하다.

## 경력
- 서울대병원 정신건강의학과 전공의, 전임의 과정 수료
- 용인정신병원 정신의학연구소 근무
- 캐나다 토론토 정신분석연구소 연수
- 2008년 현재 건국대 의학전문대학원 교수
- 대한정신분석학회 간행위원장
- 한국정신신체의학회 스트레스위원회 위원장

## 학력
- 서울대 의대 의학사
- 서울대 의과대학원 의학석사
- 서울대 의과대학원 의학박사

## 수상 경력
- 2008 한국정신분석학회 학술상

## 저서
- 2020년 <정신과 의사의 서재>: 인플루엔셜
- 2019년 <고민이 고민입니다 > (일상의 고민을 절반으로 줄이는 뇌과학과 심리학의 힘)

## 참고 자료
- 권경성 (2016년 6월 23일). “하지현 교수는”. 《한국일보》. 2018년 6월 25일에 확인함.
- 건국대병원 정신건강의학과 하지현 소개[깨진 링크(과거 내용 찾기)]